# Metoda statyczna
Metoda statyczna albo metoda klasowa  – metoda klasy, która nie jest wywoływana w kontekście żadnego konkretnego obiektu tej klasy. 
Metody statyczne z reguły służą do obsługi składowych statycznych klas.

## Właściwości
- W ciele metody statycznej, z racji tego iż nie jest wywoływana na rzecz konkretnego obiektu, nie można odwoływać się do składowych niestatycznych. Nie można więc użyć wskaźnika this, self, Me itp.
- Metoda statyczna może wywołać jedynie inne metody statyczne w swojej klasie lub odwoływać się jedynie do pól statycznych w swojej klasie. Dostęp do pól i metod obiektów przekazywanych jako parametry czy też obiektów i funkcji globalnych następuje tak samo jak w zwykłej funkcji, jednak w przypadku obiektów własnej klasy ma dostęp do składowych prywatnych.
- Metoda statyczna nie może być metodą wirtualną.

## Przykład metody statycznej wC++
```
  
class
 
Klasa
 

  
{
  

    
public
:

      
static
 
int
 
metodaStatyczna
()
 

      
{
 

        
/* ciało metody */
 

      
}

      
int
 
podajX
()
 

      
{
 

        
return
 
x
;
 

      
}

      
void
 
wpiszX
(
int
 
x
)
 

      
{
 

        
this
->
x
 
=
 
x
;
 

      
}

    
private
:

      
int
 
x
;

  
};

  
int
 
main
()
 

  
{

    
Klasa
::
metodaStatyczna
();
 
// wywołanie poprzez nazwę klasy

    
Klasa
 
obiekt
;

    
obiekt
.
wpiszX
(
11
);
 
// wywołanie metody zwykłej

    
obiekt
.
metodaStatyczna
();
 
// wywołanie za pośrednictwem nazwy istniejącego obiektu

  
}

```

W powyższym przykładzie widać, że metodę statyczną można wywołać zarówno poprzez podanie nazwy jej klasy, jak i poprzez nazwę obiektu danej klasy. W tym drugim przypadku metoda i tak zgodnie ze swoją definicją nie korzysta z danych przechowywanych w obiekcie, na rzecz którego zdaje się być wywoływana; wywołanie tego typu jest jedynie ułatwieniem składniowym.